# Erich von der Bercken
Erich von der Bercken (* 17. Dezember 1885 in Lennep; † 1942) war ein deutscher Kunsthistoriker.

## Leben
Erich von der Bercken studierte in Berlin, München und Freiburg Kunstgeschichte und wurde 1912 bei Wilhelm Vöge in Freiburg promoviert. 1913 wurde er wissenschaftlicher Assistent am Bayerischen Nationalmuseum in München und wechselte 1915 an die Alte Pinakothek, 1920 wurde er dort Konservator, 1928 Hauptkonservator. 

## Veröffentlichungen (Auswahl)
- Untersuchungen zur Geschichte der Farbengebung in der venezianischen Malerei. Teil 1, Hermann Freise, Parchim 1914 (Inaugural-Dissertation zur Erlangung der Doktorwürde der Hohen philosophischen Fakultät der Albert Ludwigs-Universität zu Freiburg im Breisgau).
- mit August L. Mayer: Jacopo Tintoretto. R. Piper, München 1923 (archive.org).
- mit Konrad Escher und  August L. Mayer: Malerei der Renaissance in Italien. Band 1: Die Malerei des 14. bis 16. Jahrhunderts in Mittel- und Unteritalien. Akademische Verlagsgesellschaft, Berlin-Neubabelsberg 1922, Teil 1 (archive.org) und Teil 2 (archive.org). Band 2: Die Malerei des 15. und 16. Jahrhunderts in Oberitalien. Akademische Verlagsgesellschaft, Berlin-Neubabelsberg 1917 (archive.org). Band 9: Die Malerei der Früh- und Hochrenaissance in Oberitalien. Athenaion, Potsdam 1927 (alle im Rahmen des Handbuchs der Kunstwissenschaft).
- Die Gemälde des Jacopo Tintoretto. R. Piper, München 1942.